# Mätarmyggor
Mätarmyggor (Thaumaleidae) är en liten familj i insektsordningen tvåvingar som tillhör underordningen myggor. Mätarmyggor är små, ungefär 3–4 millimeter i längd, gulaktiga eller brunaktiga myggor. De har ett litet huvud, fasettögon som möts över pannan och korta antenner. Punktögon (ocelli) saknas. Kroppen är ganska robust byggd och kan påminna något om knottens, men mätarmyggor har tunnare antenner och smalare ben än knott. Dessutom finns skillnader i vingarnas ådring.
Mätarmyggornas larverna är långsträckta och ganska smala och har en tydlig huvudkapsel och två par vårtfötter på den främre delen av kroppen. Larverna lever i så kallade hygropetriska miljöer, där vatten översilar stenar och andra liknande fasta underlag. De livnär sig på alger och andra liknande mikroskopiska organismer som de skrapar från underlaget. Stenar som utsätts för vattenstänk vid ett vattenfall är ett exempel på lämplig livsmiljö. Larverna är kapabla att förflytta sig ganska snabbt, genom att växelvis dra samman kroppen till ett U och räta ut sig, därav familjens namn.